# Jan Zahradníček

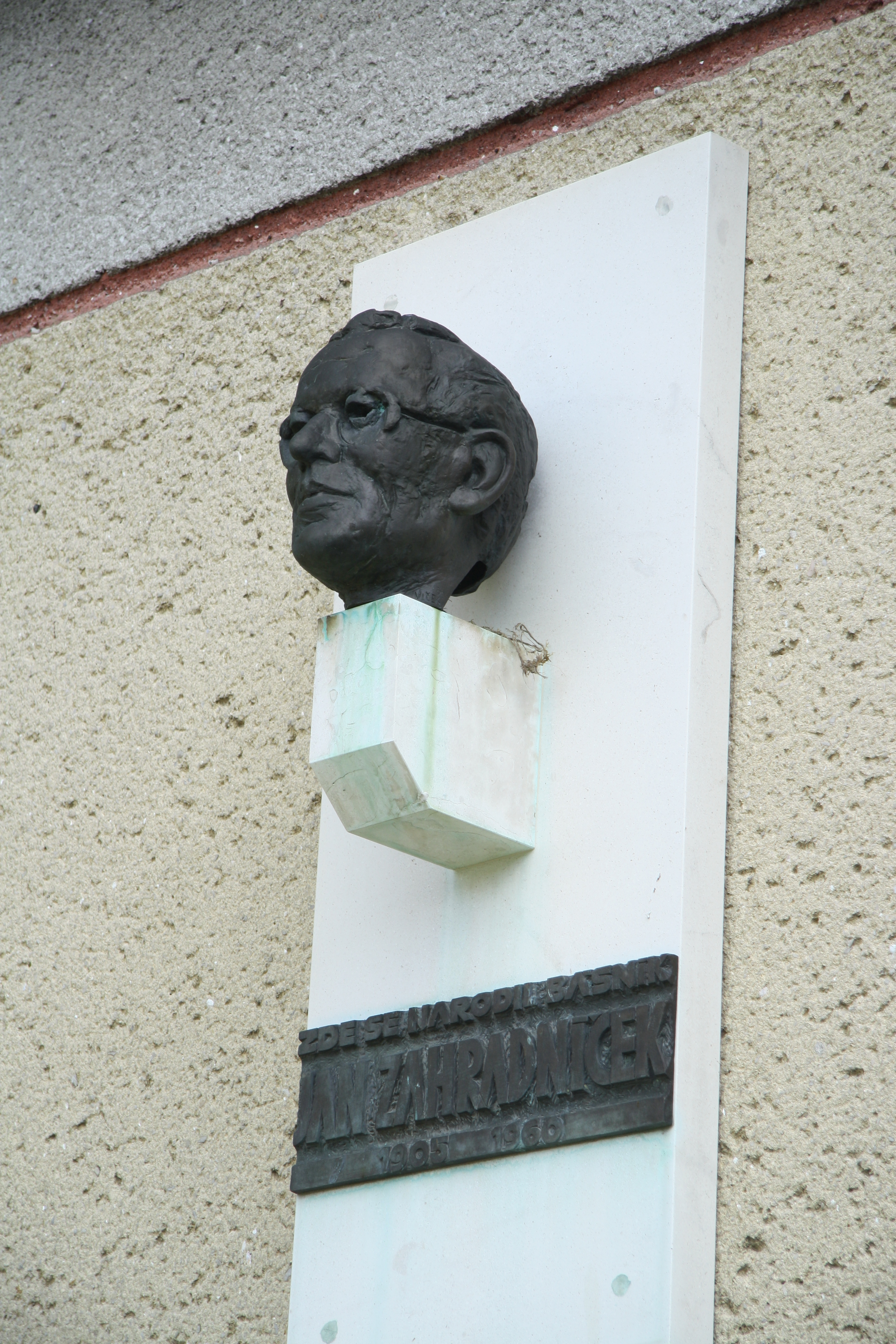
Jan Zahradníček

Jan Alois Zahradníček (* 17. Jänner 1905 in Mastník; † 7. Oktober 1960 bei Vlčatín) war ein tschechischer Dichter, Journalist und Übersetzer.

## Leben und Wirken
Zahradníček gilt in der tschechischen Literatur als einer der bekanntesten Vertreter der katholischen Moderne. Zwischen 1935 und 1945 war Zahradníček auf Einladung des Pfarrers Jan Dokulil in Uhřínov tätig, wo er 1945 heiratete. Als Repräsentant des Katholizismus war Zahradníček staatlichen Repressionen ausgesetzt. 1950 wurde er gemeinsam mit anderen wegen staatsfeindlicher Tätigkeit angeklagt und zu einer dreizehnjährigen Haftstrafe verurteilt. 1956 wurde ihm ein Hafturlaub gewährt, da zwei seiner Töchter an Pilzvergiftung gestorben waren. Man hatte ihn im Gefängnis aber nicht darüber informiert; er erfuhr es erst beim Eintreffen bei seiner Familie, ein Schicksalsschlag für den Dichter.
Seine Freiheit nach der Entlassung 1960 konnte der angeschlagene Dichter nicht mehr genießen. Er starb kurz darauf an einem Erstickungsanfall. 1966, unter dem Einfluss des Reformkommunismus, wurde er posthum freigesprochen und vollständig rehabilitiert. Nach dem Prager Frühling und dem Ende reformkommunistischer Entwicklungen wurden Zahradníčeks Schriften erneut geächtet und quasi verboten.
Nach der Samtenen Revolution wurde sein Werk wieder breiteren Schichten zugänglich gemacht und Teile in andere Sprachen übersetzt. Sein Grab befindet sich auf dem Friedhof in Uhřínov.

## Werke
- Hoffnung auf Heimkehr, Hauzenberg : Ed. Pongratz, 2002, ISBN 3-931883-21-3
- Der Häftling Gottes : Gedichte 1945 - 1960. Übertr. u. eingeleitet von Nikolaus Lobkowicz (1984).
- Vogelbeeren. (Jeráby) Gedichte in Original und in einer deutschen Übertragung von Urs Heftrich und mit Bildern von Jirí Vincenc Slavícek, Prag, ISBN 80-7253-063-1